# Aster Gebrekirstos
Aster Afwork Gebrekirstos F AAS TWAS est une scientifique éthiopienne et professeur d'agroforesterie au Centre mondial d'agroforesterie (ICRAF).

## Première vie et éducation
Aster Gebrekirstos naît à Shire, Tigray, en Éthiopie, premier enfant d'une famille de sept personnes. Elle ambitionne de devenir médecin, mais ses résultats au secondaire ne la qualifient pas pour la profession et elle a le choix entre l'enseignement et la foresterie et elle choisit cette dernière ,.
Elle obtient un baccalauréat ès sciences en foresterie de l' Université Haramaya . Elle y est restée en tant qu'assistante diplômée avant de remporter la bourse des Pays-Bas. Elle est titulaire d'une maîtrise ès sciences à l'université et recherche de Wageningen (1996-1998). Elle occupe un poste de chargée de cours au Wondo Genet College of Forestry, Hawassa University.
Elle reçoit une bourse du Service allemand d'échanges universitaires (DAAD) allant de 2001 à 2005 pour faire un doctorat en philosophie à l'Université de Göttingen en Allemagne. Après son doctorat, elle rejoint en tant que chercheuse postdoctorale au département de biophysique et de biochimie de l'université d'Umeå, en Suède. Elle y est la période de 2001 à 2005. Après, elle rejoint l'ICRAF, au Kenya et l'université de Göttingen, en Allemagne (2009-2011).

## Carrière et recherche
En tant que dendrochronologue, Aster crée un laboratoire de dendrochronologie en Éthiopie en 2009, un laboratoire de dendrochronologie du Wondo Genet College of Forestry and Natural Resources en 2010 et un laboratoire de dendrochronologie du Centre mondial d'agroforesterie au Kenya en 2013,.
Ses recherches portent sur la dendroisotopie,, le changement climatique,, les relations plantes-eau,, et la foresterie sociale. Aster est professeur invité au Centre de services scientifiques ouest-africains sur le changement climatique, programme d'utilisation adaptée des terres (WASCAL), université des sciences appliquées de Dresde, Centre d'études supérieures internationales sur la gestion de l'environnement (CIPSEM) ,,. Elle est présidente du Comité de l'environnement de l'Académie africaine des sciences et coordinatrice adjointe du groupe de travail de l'IUFRO sur les modèles et tendances mondiaux de la mortalité des arbres, du Mountain Research Institute Science Leadership Council,,.

## Prix et distinctions
Elle est Fellow de l'Académie africaine des sciences en 2017, Fellow de l'Académie mondiale des sciences en 2021 et Fellow de l'Académie internationale des sciences du bois en 2021,.
En 2014, elle reçoit le Prix Africain du Climat pour l’excellence en recherche sur l’adaptation et l’atténuation du changement climatique. Elle est également lauréate du prix spécial 2019 pour la science révolutionnaire, un concours de jeunes professionnels et de femmes scientifiques à l'échelle africaine organisé par le Centre technique de coopération agricole et rurale ACP-UE (CTA), Etudes sur les politiques technologiques africaines (ATPS), Alliance pour une révolution verte en Afrique (AGRA), Forum pour la recherche agricole en Afrique (FARA), le Forum régional des universités pour le renforcement des capacités agricoles (RUFORUM) et le Nouveau partenariat pour le développement de l'Afrique (NEPAD),,.

## Publications sélectionnées
- Aster Gebrekirstos, Ralph Mitlöhner, Demel Teketay, Martin Worbes (2008/10). "Relations climat-croissance des espèces d'arbres dominantes des savanes boisées semi-arides en Éthiopie" . Arbres 22 : 631-641
- Aster Gebrekirstos, Demel Teketay, Masresha Fetene, Ralph Mitlöhner (2006). Adaptation de cinq espèces d'arbres et d'arbustes cooccurrentes au stress hydrique et son implication dans la restauration des terres dégradées . Écologie et gestion forestière 229:1-3 259-267
- Aster Gebrekirstos, Martin Worbes, Demel Teketay, Masresha Fetene, Ralph Mitlöhner (2009/4/1). Rapports isotopiques stables du carbone dans les cernes des arbres d'espèces coexistantes des tropiques semi-arides d'Afrique : modèles et signaux climatiques. Changement Global et Planétaire 66:3-4 253-260
- Abiyu A, Mokria M, Gebrekirstos A et Bräuning A. (2018). L'enregistrement des cernes des arbres dans les forêts d'églises éthiopiennes révèle des différences entre générations successives dans les taux de croissance et les événements de perturbation. Écologie et gestion forestière 409 : 835-844.
- Mokria M, Gebrekirstos A, Abiyu A, Noordwijk M, Bräuning A. (2017). "Les enregistrements de précipitations sur plusieurs siècles dans les cernes des arbres révèlent une fréquence croissante d'événements de sécheresse extrême dans le bassin versant supérieur du Nil Bleu" . Biologie du changement global 23 : 12 5436-5454.